# Henry Acquah
Pour les articles homonymes, voir Acquah.
Henry Acquah est un footballeur ghanéen né le 31 août 1965.

## Carrière
- 1987-1989 : Hearts of Oak  Ghana
- 1989-90 : SC Preussen Münster  Allemagne
- 1990-91 : SC Preussen Münster  Allemagne
- 1991-92 : SC Preussen Münster  Allemagne
- 1992-93 : SpVgg Marl  Allemagne
- 1993-94 : VfB Wissen  Allemagne
- 1994-95 : VfB Wissen  Allemagne
- 1995-96 : Aix-la-Chapelle  Allemagne
- 1997 : Perlis FA  Malaisie
- 1998 : Perlis FA  Malaisie

## Sélections
- ? sélections et ? buts avec le  Ghana de 1987 à 1988.